# بيل مولر
بيل مولر (بالإنجليزية: Bill Mueller)‏ هو لاعب كرة قاعدة أمريكي، ولد في 9 نوفمبر 1920 في باي سيتي في الولايات المتحدة، وتوفي بنفس المكان في 24 أكتوبر 2001.

## وصلات خارجية
- بيل مولر على موقع دوري كرة القاعدة الرئيسي (الإنجليزية)
- بيل مولر على موقعبيزبول رفرنس.كوم (الدوري الرئيسي) (الإنجليزية)
- بيل مولر على موقعبيزبول رفرنس.كوم (الدوري الثانوي) (الإنجليزية)